# Narodowo-Socjalistyczna Partia Rosji
Narodowo-Socjalistyczna Partia Rosji (ros. Народная Cоциалистическая Партия России «Викинг», «Витязь», NPRS) – rosyjska kolaboracyjna partia faszystowska działająca od końca 1941 r. na obszarze tzw. Republiki Łokockiej.

## Zarys historyczny
4 listopada 1941 r. wojska niemieckie zajęły miejscowość Łokoć w obwodzie briańskim. 16 listopada władze okupacyjne zatwierdziły zarząd gminy Łokoć, kierowany przez Konstantina P. Woskobojnika, dotychczasowego nauczyciela fizyki w technikum leśnym w okolicznym Brasowie. Wystąpił on z koncepcją powołania nowego ugrupowania politycznego. 25 listopada wydrukowany został manifest Narodowo-Socjalistycznej Partii Rosji, kolportowany następnie na obszarze okupowanych obwodów: orłowskiego, kurskiego, smoleńskiego i czernogorskiego. Jednocześnie rozpoczęto wydawanie organu prasowego NPRS „Голос народа”. Przewodniczącym partii został K. P. Woskobojnik, zaś jego zastępcą Bronisław W. Kaminski, przed wojną inżynier w łokockiej gorzelni. Głównymi hasłami głoszonymi przez NPRS było obalenie władzy sowieckiej, zlikwidowanie kołchozów i sowchozów, przekazanie ziemi w ręce chłopów na wieczne posiadanie (bez prawa sprzedaży), bezpłatne korzystanie z drewna z lasów do budowy domów, pozostawienie państwowej ochrony nad lasami, drogami i liniami kolejowymi oraz wszystkimi fabrykami i zakładami, wprowadzenie częściowej prywatnej własności (jedynie do 5 mln złotych rubli), wprowadzenie 2-miesięcznej przerwy w pracy, aby wszyscy mogli popracować na swoich przydomowych działkach. Przy pomocy Niemców miało być stworzone nowe państwo rosyjskie. Konstantin P. Woskobojnik 8 stycznia 1942 r. został zastrzelony w Łokciu przez partyzantów. Jego miejsce zajął B. W. Kamiński, który główny ciężar położył na organizowanie coraz silniejszych sił samoobrony, przekształconych na przełomie 1942/1943 r. w Rosyjską Wyzwoleńczą Armię Ludową (RONA). NPRS okazał się ostatecznie efemerydą polityczną, która zniknęła wraz z odwrotem wojsk niemieckich z okupowanego obszaru.